# Un fuego sobre el abismo
Un fuego sobre el abismo (título original en inglés: A Fire Upon the Deep) es una novela de ciencia ficción escrita por Vernor Vinge y publicada en 1992 por Tor Books. Fue publicada en español por Ediciones B en 1994, dentro de su colección NOVA Ciencia Ficción. La novela, una space opera, trata la existencia de superinteligencias, la existencia de otras razas alienígenas y de la división de la Vía Láctea en Zonas de Pensamiento con diferentes reglas físicas. La novela ganó el premio Hugo de 1993 junto a la novela El libro del día del Juicio Final de Connie Willis.

## Contexto
La novela se desarrolla en la Vía Láctea, la cual se haya dividida en tres "Zonas de Pensamiento" con diferentes reglas físicas:
- Las Profundidades sin Pensamiento:
- La Zona Lenta:
- El Allá:

## Argumento
Una expedición humana de programadores arqueólogos del reino de Straumli recrean una inteligencia artificial, el Azote, que llevaba dormida cerca de cinco mil millones de años.
El Azote mata a casi toda la expedición, pero una nave de transporte con una de las familias de arqueólogos y los hijos del resto de familias en estado de hibernación consigue escapar con un contenedor de información cuántica que desea el Azote por poder ser una contramedida que lo destruya o contener algo que lo haga más fuerte.
La nave de transporte aterriza en un lejano planeta habitado por criaturas inteligentes parecidas a perros llamadas "Tines" cuyo grado de civilización se equipara a la Edad Media terrestre. Los dos tripulantes adultos son asesinados por los tines, que capturan con vida a un niño llamado Jefri Olsndot mientras que su hermana adolescente, Johanna, es rescatada por un tine llamado Herrabundo y llevada a un reino vecino. 
Los jóvenes humanos son utilizados por ambos reinos rivales para obtener tecnología.
Una señal de la nave llega a "Relay", una enorme estación galáctica de comunicaciones. Ravna Bergsndot es la única humana que trabaja en Relay hasta que llega Pham, humano resucitado por una inteligencia superior llamada "El antiguo" con una misión de vital importancia para la galaxia.
Ravna calcula que la señal proviene del planeta de los tines y Pham la convence para que le acompañe hasta allí y así poder recuperar la contramedida. A bordo de la nave de tripulantes vessel Fuera de Banda II, Ravna y Pham pretenden llegar a su destino, pero justo entonces el Azote ataca Relay. 
la nave consigue escapar mientras toda la estación espacial se derrumba a su alrededor, pero aun hay peores noticias: el Azote ha matado a "El Antiguo", ahora la única persona de la galaxia que puede detener la hecatombe es Pham.
Mientras, el Azote se expande por la galaxia tomando el control de razas enteras y sometiendolas a su voluntad o exterminándolas. 
Ravna y Pham aterrizan en el planeta de los tines y se alían con Herrabundo para derrotar al fanático reino vecino donde esta la nave de los arqueólogos. Pham sabe que hacerlo significará su muerte, pero se sacrifica y en la nave consigue activar la contramedida que extiende la Zona Lenta de la galaxia y aprisiona al Azote, cobrándose un alto coste de vidas de todas las razas.
Los dos hermanos se reúnen de nuevo junto a Ravna. Ellos y los humanos congelados no tienen forma de abandonar el planeta y deberán convivir con los tines.

## Ediciones en español
- Vernor, Vinge (1994). Un fuego sobre el abismo (Carlos  Gardini, trad.). Barcelona: Ediciones B. ISBN 84-406-4469-8.
- Vinge, Vernor (2013). Un fuego sobre el abismo (Ainara Echaniz Olaizola, trad.). Arganda del Rey, Madrid: La Factoría de Ideas. ISBN 978-84-9018-079-2.